# Pleione
A Pleione a kosborfélék (Orchidaceae) egyik nemzetsége. Magyar nevük tibetiorchidea.
A nemzetségbe körülbelül 25 orchideafaj tartozik, amelyek hűvösebb, alpesi tájakon élnek, Kínában, Thaiföldön és Nepálban. Általában erdőszéleken nőnek, de hegytetőn a hó mellett is megélnek. A Coelogyne nemzetség fajaihoz hasonlóan, leveleik nagyobbak, egzotikusak és színesek, és lehullanak, mert télen pihen a növény. Virágaik a levelek előtt fejlődnek ki.
Dísznövényként tartott és termesztett növények, kertbe vagy cserépbe szokták ültetni őket. Álgumójuk van.

## Galéria

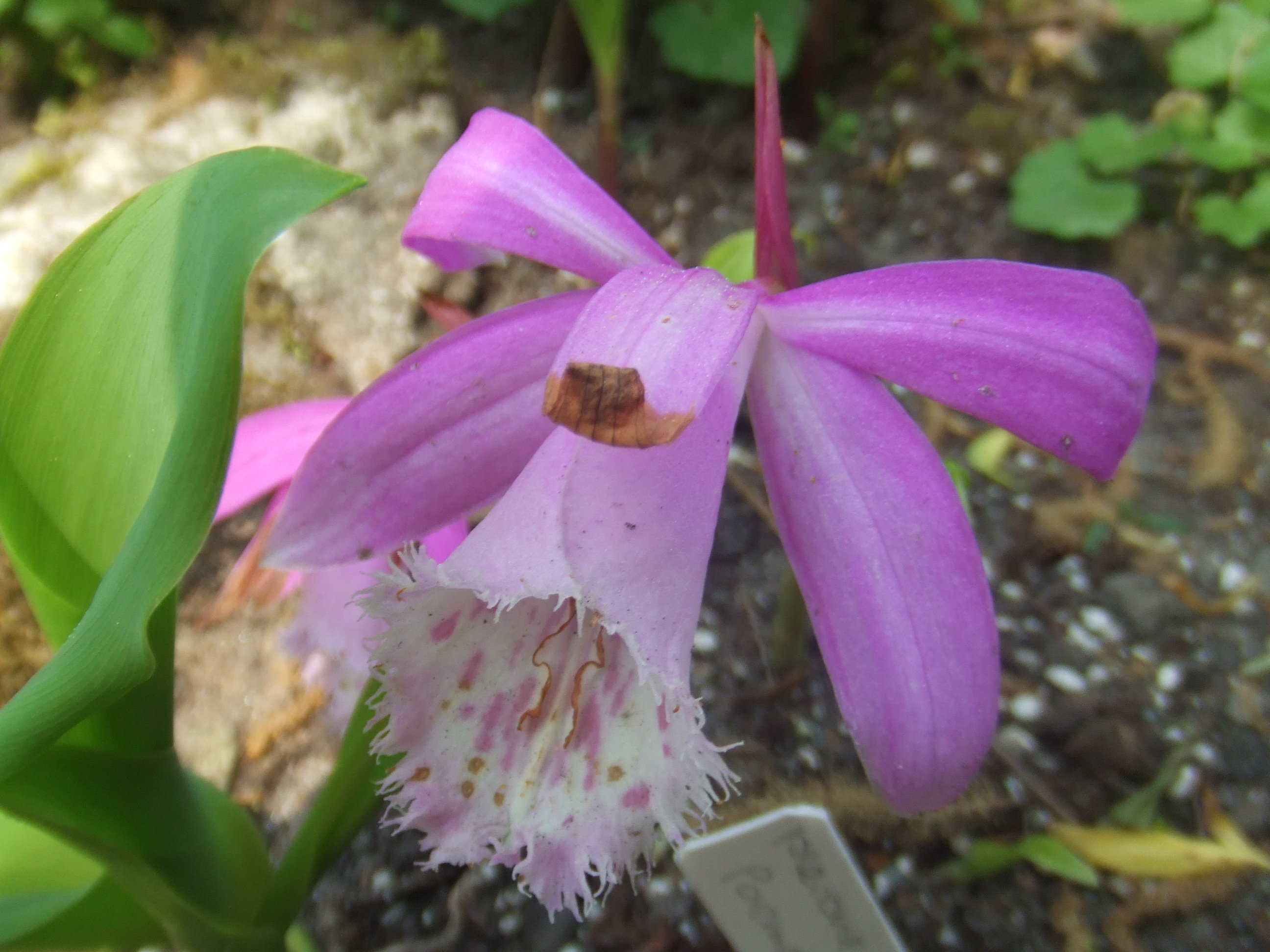
Pleione formosana
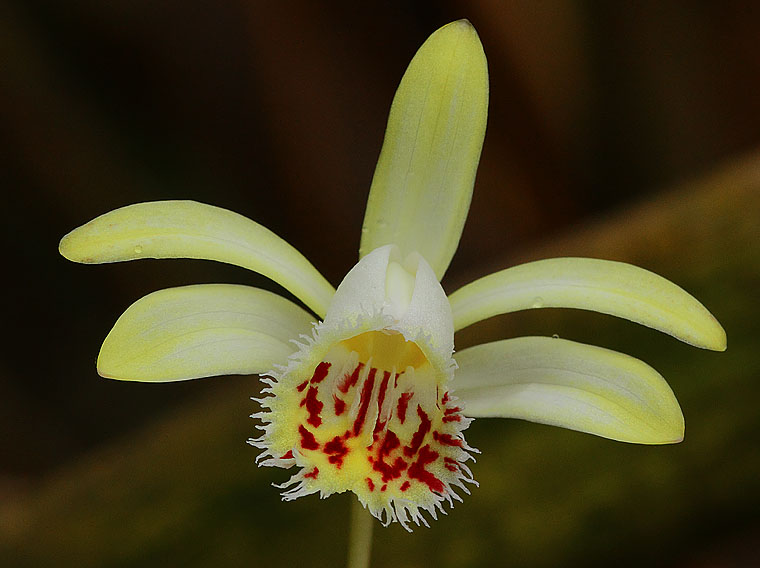
Pleione forrestii

## További információ
- https://books.google.hu/books?hl=hu&id=557KJL0TC48C&q=Pleione#v=snippet&q=Pleione&f=false